# Морлайтер, Джованни Мариа
Джованни Мариа Морлайтер (итал. Giovanni Maria Morlaiter; 1699—1781) — итальянский скульптор и резчик по дереву, сын австрийского стеклодува, родом из Тироля, на западе Австрии. В конце XVII века переехал в Венецию. Мастер венецианской школы. Был активен в основном в Венеции и близлежащих областях. Пользовался большой популярностью у современников и считался одним из лучших скульпторов Венецианской республики. Историк искусства Хью Хонор отзывался о нём как об одном из наиболее талантливых скульпторов восемнадцатого века.
В работах Морлайтера наблюдаются черты венецианского рококо и позднего австрийского барокко. Наряду с художниками Джованни Баттистой Тьеполо и Джованни Баттистой Питтони занимал видное положение среди мастеров Венеции. В 1750 году стал одним из учредителей Венецианской академии изящных искусств, советником её президента Джованни Баттисты Тьеполо и почётным членом. В 1761 году стал членом Академии художеств во Франции.
Сыновья Морлайтера также стали венецианскими художниками: Микеланджело Морлайтер (1729—1806) — живописцем и скульптором, а Грегорио (1738—1784) — скульптором.

## Творчество
Одной из первых работ Джованни Мариа Морлайтера был алтарь в капелле церкви Санта Мария дель Розарио(1730-е). После этой работы, Джорджо Массари заказал у его Морлайтера все остальные скульптуры для церкви, включая статую Мелхиседека (1755). По часовой стрелке от входа, находятся следующие скульптуры работы Морлайтера: Авраам (1754); Иисус и центурион (1754); Аарон (1750); Иисус исцеляет слепого (1750); Слава Ангелов (1739); Святой Павел (1745), Явление Христа Марии Магдалине (1743); Явление Христа апостолу Фоме; Крещение Иисуса (1746); Святой Пётр (1744); Христос и самаритянка у колодца (1744); Моисей (1748-50), Купальня исцеления (1748—1750); Хождение по воде Святого Петра (1755). Статуи в нишах представляют (против часовой стрелки, начиная от входа): Авраама, Аарона, святых апостолов Павла и Петра, пророков Моисея и Мелхиседека (1755).
В музее Коррер находятся маленькие терракотовые эскизы — боццетти скульптора: Святой Схоластики; Святого Бенедикта; Снятие с креста (ок. 1756); фрагмент обнажённой женской фигуры (ок. 1756); портрет аббата, а в музее Ка' Реццонико скульптура «Святая Магдалина». Морлайтер создавал также вместе с сыном Микеланджело небольшие скульптурки из резного дерева и слоновой кости.
Произведения Морлайтера отличаются фантазией и живостью образов. Одежда в его работах тщательно проработана, она создаёт мягкую игру света и тени на поверхности. Терракотовый эскиз «Фрагмент обнажённой женской фигуры» итальянский исследователь Паллуккини назвал «маленьким шедевром, который свидетельствует о полноте чувства и пульсации жизни в пластике Морлайтера».
Наиболее значимыми работами Морлайтера в Венеции являются: рельефы «Бегство в Египет», «Иисус среди учителей церкви», «Поклонение волхвов», «Благовещение» (1730-е), «Распятие» (1730-е, церковь Церковь Скальци), статуи и рельефы на библейские сюжеты в церкви Джезуати (между 1743 и 1754 годами), ангелы в главном алтаре церкви Санта Мария делла Фава (ок. 1753), работа в церкви Санта Мария делла Салюте (1751), фасад церкви Сан-Рокко, статуи ангелов в Санта Мария делла Пьета (1760), а также работы в церкви Санта-Мария-дель-Кармине в Брешии (1735—1737).

### В России
Джованни Мариа Морлайтер выполнял также заказы саксонского и русского дворов. В России ему приписываются скульптуры, сделанные по заказу Екатерины II для дворца в Ораниенбауме и терракотовый эскиз (итал. bozzetti) апостола Марка, хранящийся в Радищевском музее Саратова.
Эскиз апостола Марка предназначался для собора Сан Марко в Аквилее, однако работа над ним не была завершена. В середине XIX века он был выкуплен в Риме и привезён в Россию частным коллекционером, а затем, по завещанию, отошёл Радищевскому музею. Апостол Марк изображён в полный рост, склонившим голову на правое плечо, смотрящим в книгу, которую он держит обеими руками и поддерживает согнутой в колене правой ногой. Если тело апостола на эскизе выполнено достаточно просто, например, не были пролеплены пальцы на руках и ступни, то его лицо было проработано Морлайтером очень тщательно: с горизонтальными морщинами, пересекающими лоб, глубоко посаженными глазами, тонким носом и плотно сжатыми губами. Правая рука только намечена (она практически полностью скрыта книгой), а вот левая исполнена гораздо более отчётливо, но и тут кисть, и особенно пальцы только прорезаны стекой. У левой ноги Марка находится его непременный атрибут — крылатый лев. Пышная грива на голове, выразительная морда, — всё это пролеплено с большим декоративным мастерством. На одежде, особенно левом рукаве руки, видны отпечатки пальцев скульптора и следы от стек. Несмотря на то, что терракота достаточно тщательно обработана в задней части, тут присутствуют следы налепки глины.
Две статуи, которые сейчас находятся в Гатчине, были заказаны у Джованни Морлайтера в Венеции русским послом в Вене Дмитрием Голицыным по именному указу Екатерины II от 19 октября 1764 года для дворца в Ораниенбауме. Кроме того, Голицын одновременно заказал и две статуи у другого скульптора, Джованни Маркиори, и четыре статуи у скульптора Джузеппе Бернарди Торетто. Однако до Ораниенбаума вся эта коллекция не доехала, а по прибытии в Россию в 1766 году была подарена князю Орлову. Уже при нём статуи находились на фасадах дворца в Гатчине.
Джованни Мариа Морлайтер является автором двух из этих статуй, «Война» (со львом у ног) и «Благоразумие» (со змеей-рыбой Ехидной), он так и подписался на них: «Morlaiter F. Venet», то есть «Морлайтер сделал венецианец». «Благоразумие» находится на парадном подъезде дворца, а статуя «Война» (иногда ещё называемая «Сила») находится на фасаде со стороны парковой зоны. Вместе со статуей Маркиори «Мир» они составляют аллегорию Войны и Мира. «Благоразумие», в свою очередь, со статуей Маркиори «Бдительность» составляют аллегорию Благоразумия и Бдительности.
«Война» — женская фигура в доспехах и шлеме, стоит в уверенной и спокойной позе, облокотившись на колонну, которая в архитектуре несёт всю тяжесть арок и сводов, и таким образом, олицетворяет силу. У её ног находится лев.
Статуя Благоразумие по символическому значению является более сложной, чем Война. Она двуликая, идущая по лаврам, смотрящаяся в зеркало, вокруг которого обвилась змея, и с лежащем у её ног оленем. Двуликость благоразумия означает, что для того, чтобы предвидеть будущее, надо знать прошлое, именно поэтому старческая голова статуи смотрит назад (в прошлое). Она вместе со вторым женским лицом покрыта одним шлемом, как бы вооружена для жизни. Шлем, в свою очередь, увит тутовой ветвью, поскольку считалось что тутовое дерево самое предусмотрительное, оно никогда не распустит листья, пока холода не пройдут окончательно. Вокруг ручки зеркала обвилась Ехидна, которая, по поверью, обвиваясь в море вокруг корабля, могла его остановить и потому олицетворяет задержку, присущую благоразумию. Аналогично и значение оленя, лежащего у ног Благоразумия. Его длинные ноги помогают ему быстро передвигаться по лесу, но большие рога задерживаются за ветви; притом он пережевывает жвачку, что изображает размышление.

## Галерея

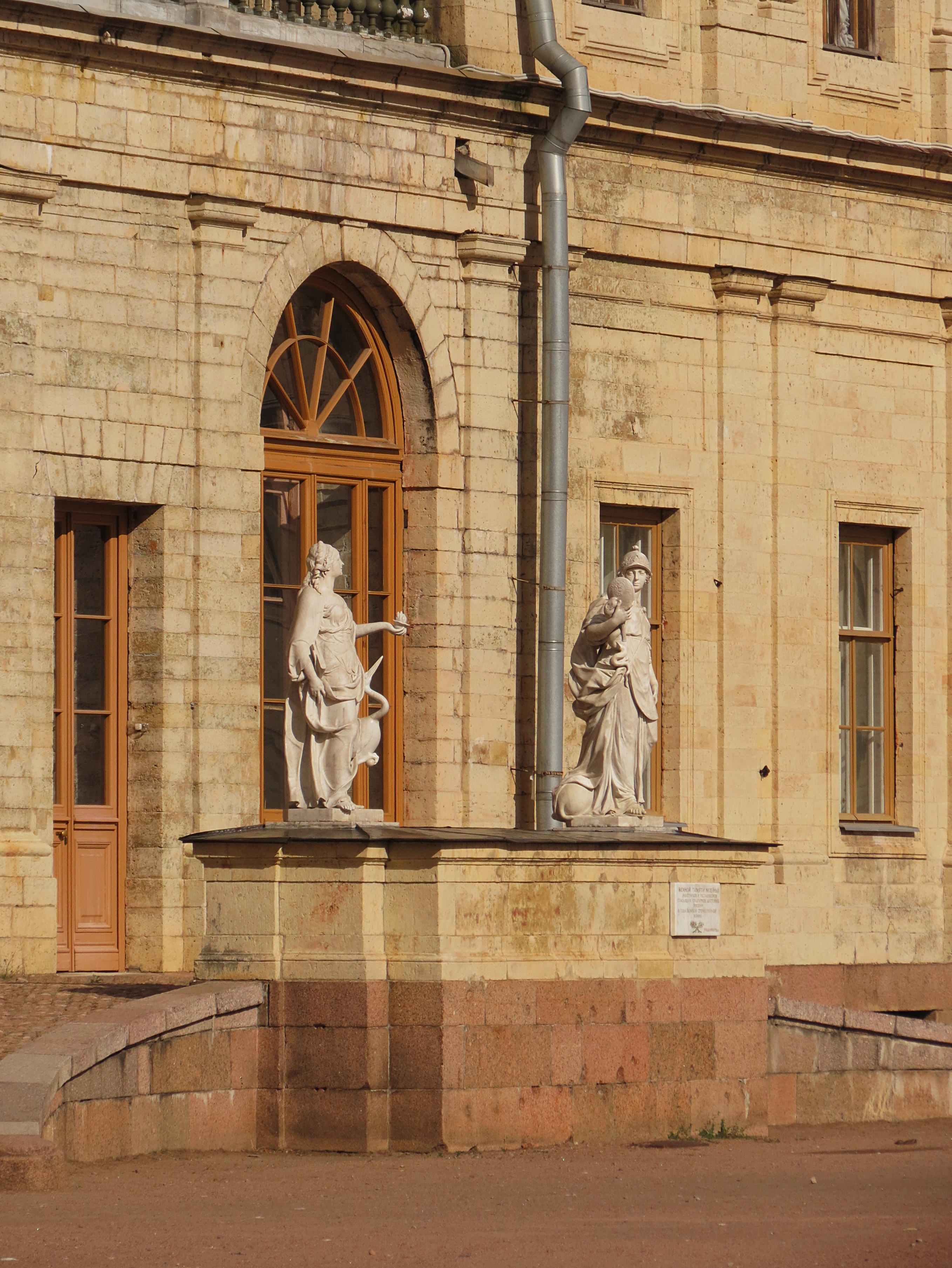
Статуи «Благоразумие» Морлайтера и «Бдительность» Маркиори у парадного подъезда Большого Гатчинского дворца
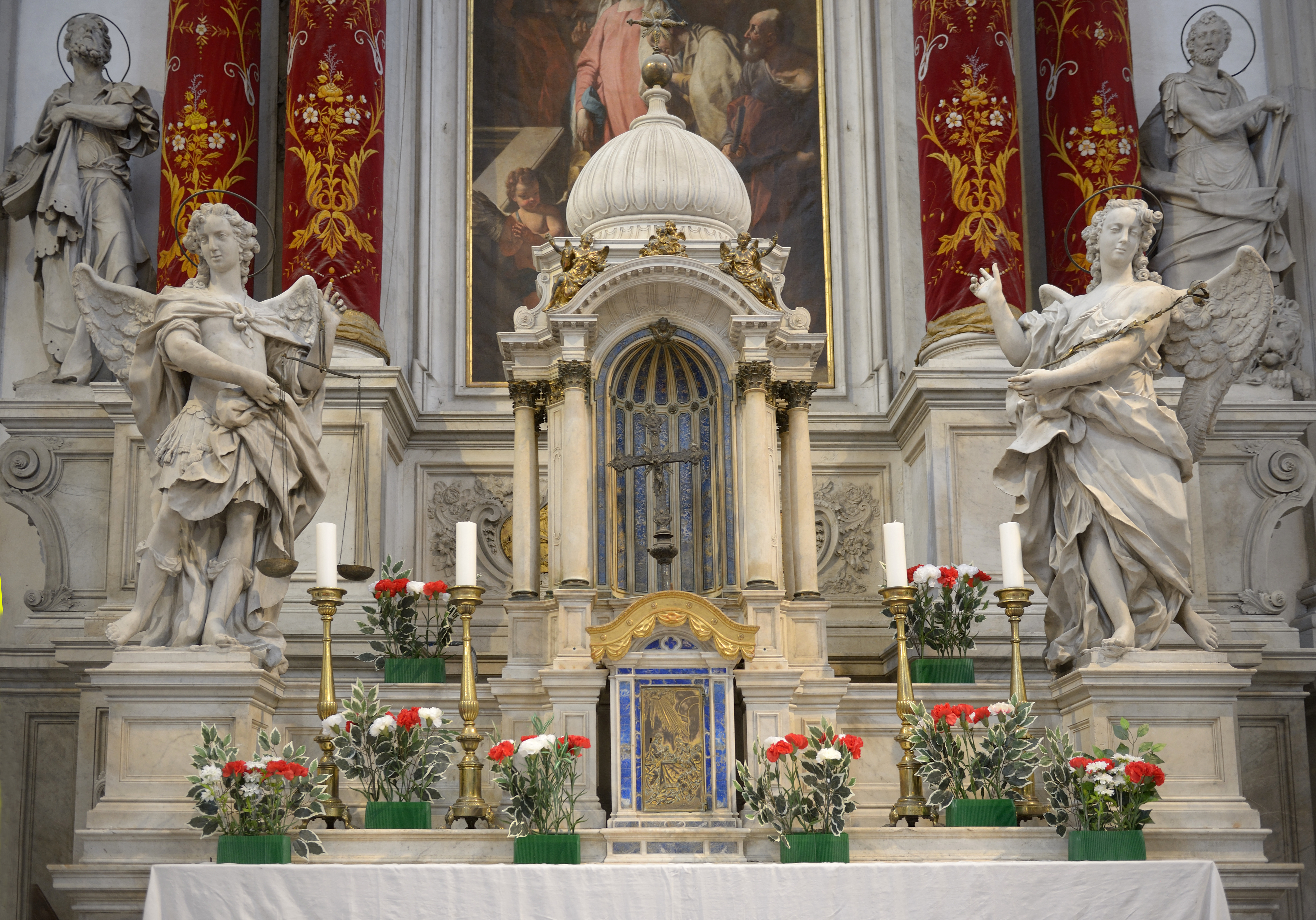
Алтарь церкви Санта-Мария-делла-Визитационе. Архангелы Михаил (слева) и Гавриил (справа) работы Морлайтера. На дальнем плане евангелисты Пётр и Марк, работы Маркиори
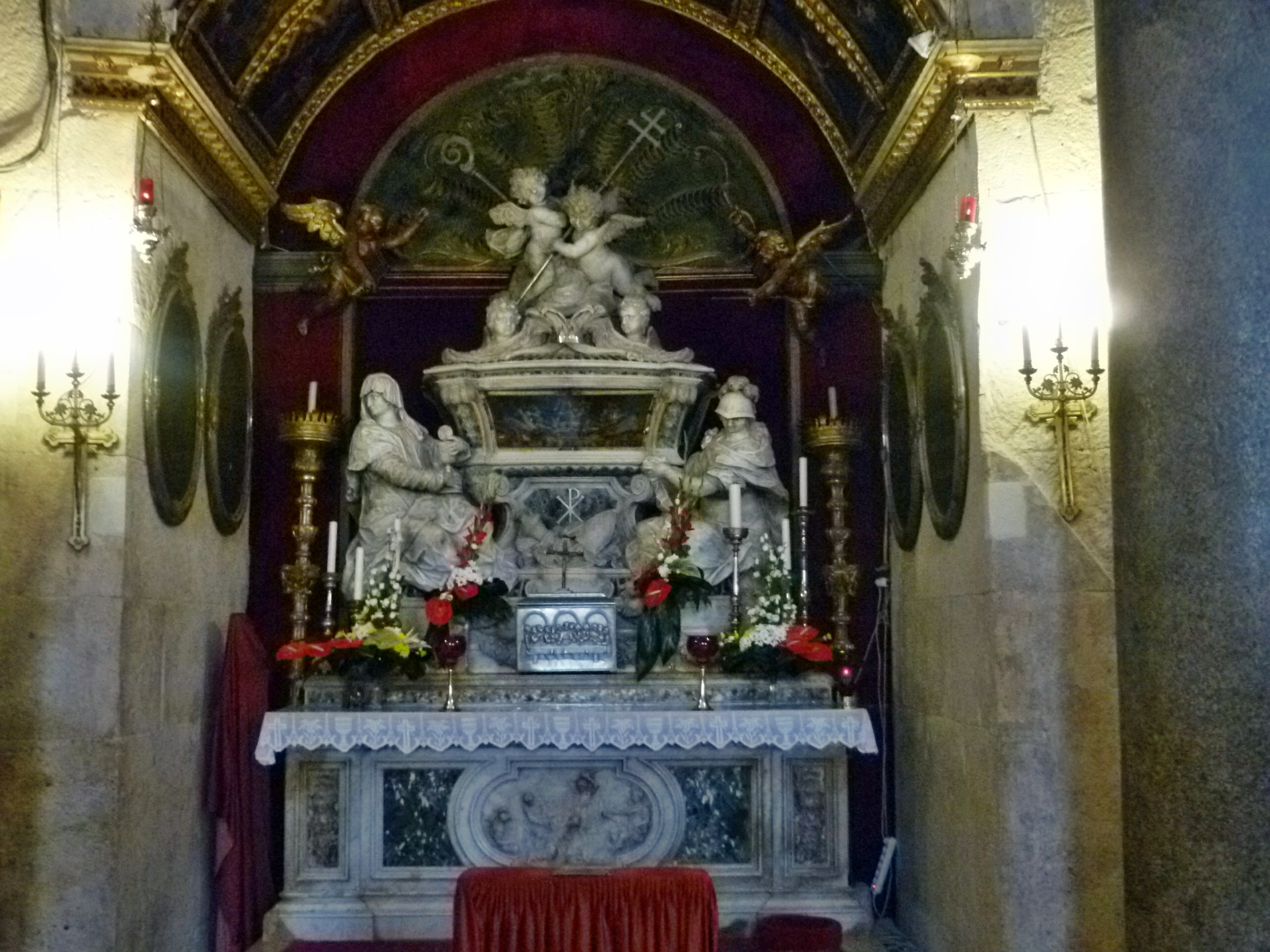
Алтарь Сплитского собора, Хорватия
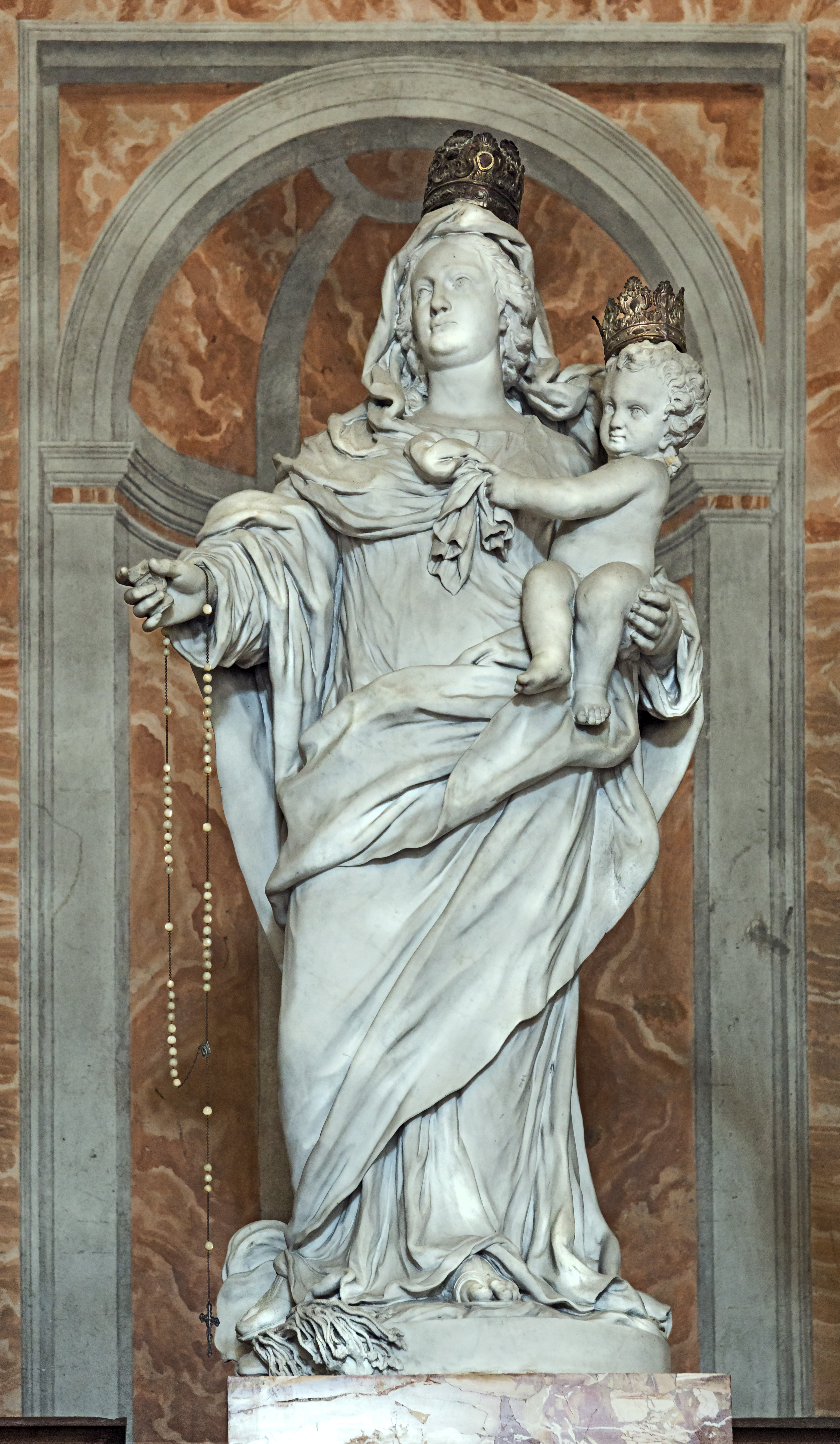
Дева Мария Розария. Сан-Джеремия, Венеция
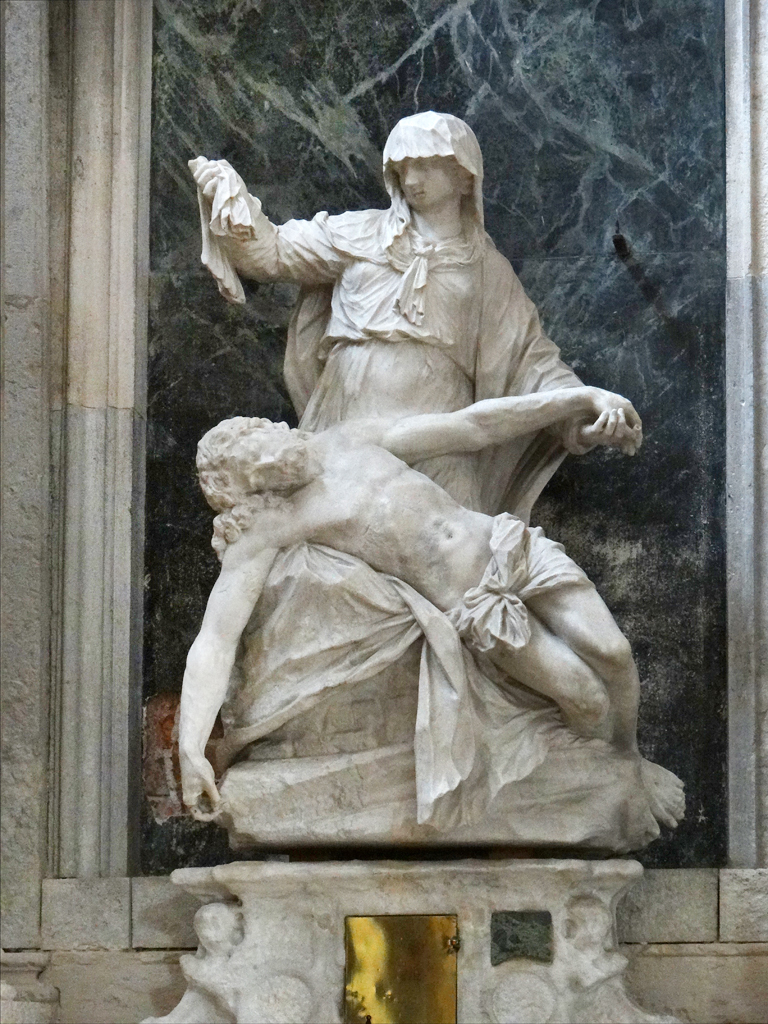
Оплакивание Христа. Церковь Святой Евфимии, Венеция
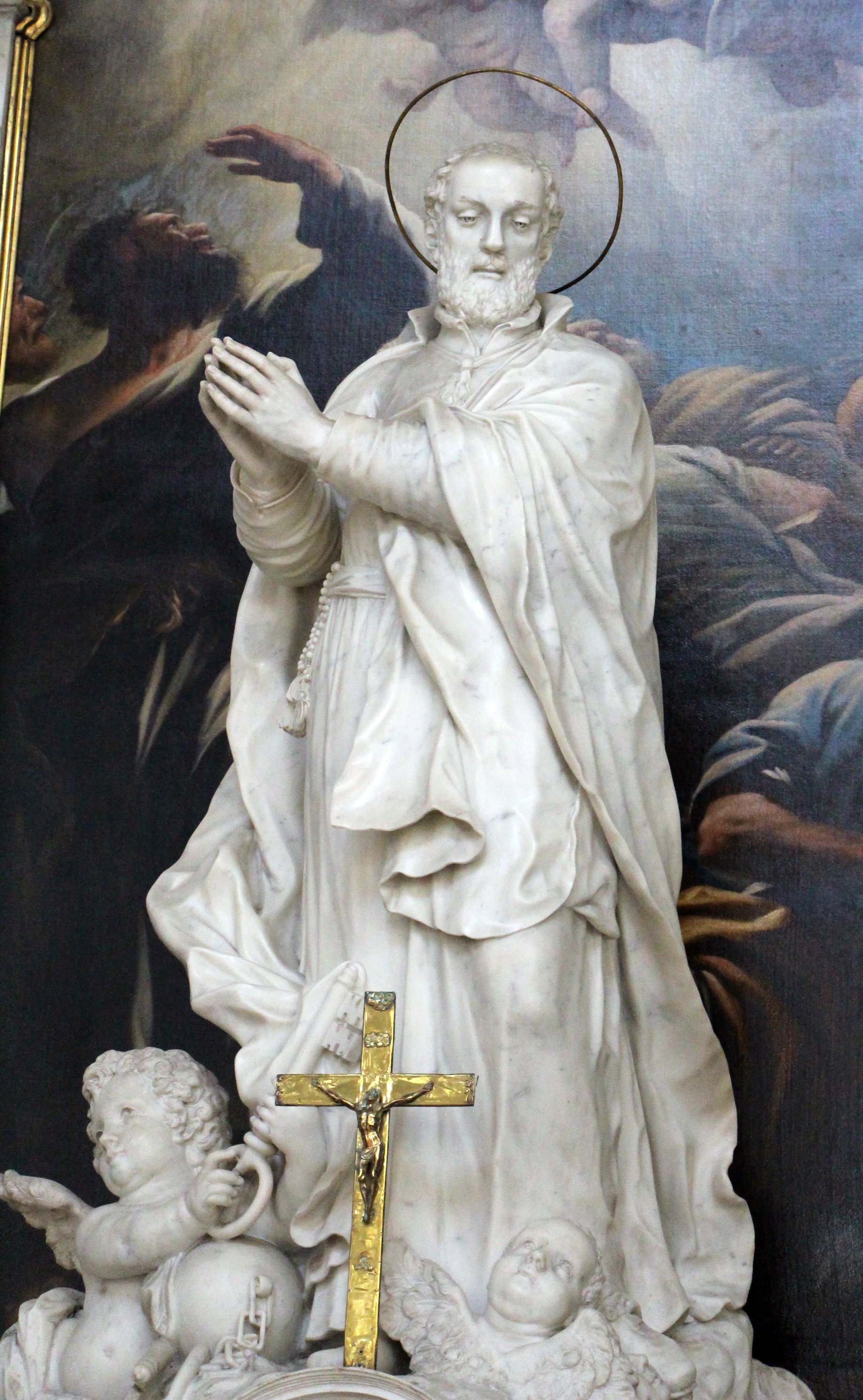
Иероним Эмилиани. Церковь Санта-Мария-делла-Салюте, Венеция
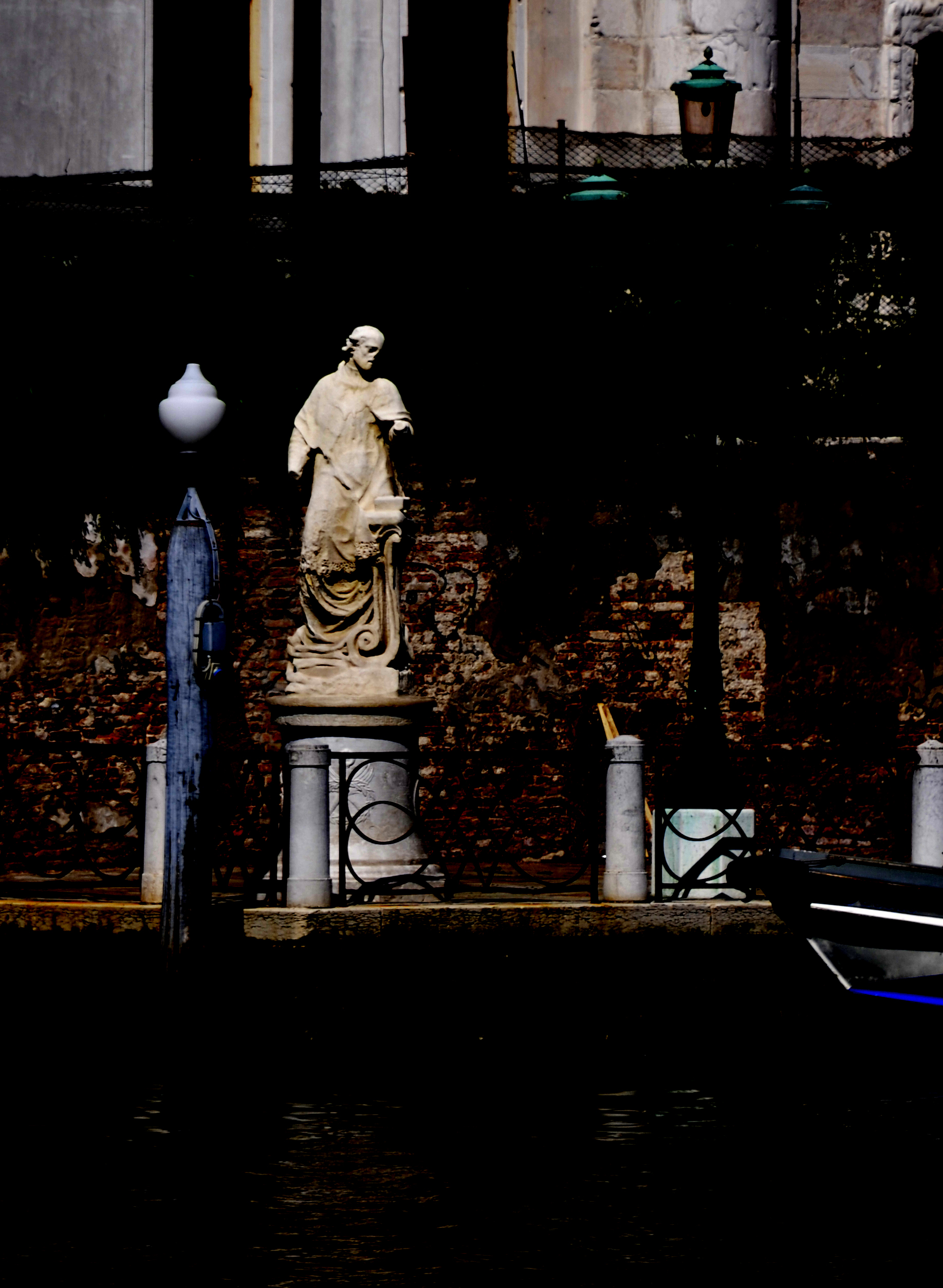
Святой Ян Непомуцкий. Ок. 1740. Гранд-канал, Венеция
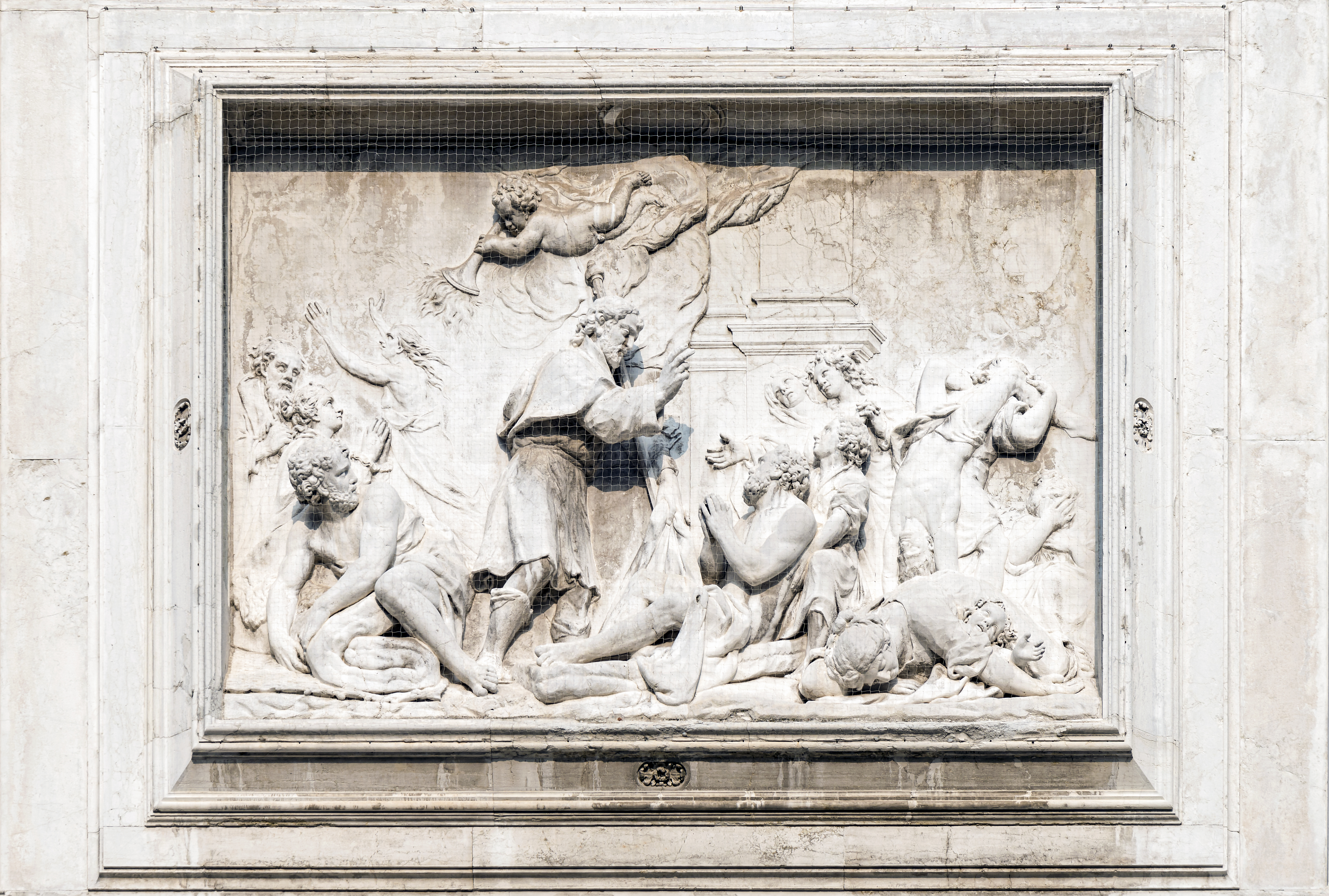
Святой Рох исцеляет жертвы чумы. Между 1765 и 1769. Рельеф фасада церкви Сан-Рокко, Венеция